# 对二甲氨基肉桂醛
对二甲氨基肉桂醛（缩写：DMACA）是一种含氮有机化合物，分子式C11H13NO，属于肉桂醛衍生物，能在酸性条件下检测吲哚。